# Chiesa di San Daniele (Venezia)
La chiesa di San Daniele era un edificio religioso di Venezia. Sorgeva nel sestiere di Castello, tra l'isola di San Pietro e l'Arsenale.

## Storia
Era una delle chiese più antiche della città e una tradizione la voleva eretta dai Brandinisso, famiglia di origine bizantina cui apparteneva anche un Bono, condannato a morte per aver preso parte alla congiura contro Angelo Partecipazio (820). Un'altra leggenda la diceva fondata dai Bragadin nell'820. In ogni caso il sito di San Daniele è documentato con certezza a partire dal 1046.
Nel 1138 il vescovo di Castello Giovanni Polani donò la chiesa a Manfredo, abate di Fruttuaria, il quale la ingrandì e le aggiunse un monastero.
Si ha notizia di una consacrazione il 7 febbraio 1219 officiata dal legato pontificio Ugolino dei conti di Segni, futuro papa Gregorio IX. Nel XV secolo il priore Vincenzo da Sebenico cedette chiesa e convento alla pia donna Chiara Ogniben Sustan grazie alla quale, nel 1437, ai cistercensi si sostituirono le agostiniane. Queste ultime furono assoggettate da papa Alessandro IV ai Canonici lateranensi e furono esse stesse trasformate in canonichesse da papa Giulio II. A partire dal 1604 furono alle dirette dipendenze del patriarca di Venezia.
Nel 1806, sotto Napoleone, il monastero venne soppresso e le monache furono trasferite alla Celestia. Il convento fu adibito a caserma, mentre la chiesa fu demolita nel 1839.

## Edificio

Pietro da Cortona, Daniele nella fossa dei leoni, 1663-1664, olio su tela, 440 x 223 cm, Venezia, Gallerie dell'Accademia; proveniente dalla chiesa di San Daniele

La chiesa subì un completo restauro nel 1437, e ancora nel 1473; di volta in volta fu arricchita di pregevoli opere d'arte.
L'interno era strutturato in tre navate sorrette da tredici colonne in marmo rosso per parte. Vi si trovavano in tutto nove altari e il maggiore, costruito intorno al 1663, era ornato da una grande pala di Pietro da Cortona con Daniele tra i leoni databile al 1665-1670 circa, oggi alle Gallerie dell'Accademia e restaurata nel 2017. Altre opere recavano le firme di Jacopo e Domenico Tintoretto, Alvise Vivarini, Maarten de Vos.
Sussiste invece l'ex caserma, ottenuta dalla trasformazione del monastero e restaurata tra il 1994 e il 1997 dalla società Insula s.p.a.
Di San Daniele resta inoltre traccia nella toponomastica, con un ponte, un rio, un campo e un ramo San Daniele.